# Assalti Frontali
Gli Assalti Frontali sono un gruppo musicale hip hop italiano di Roma, nato nel 1990 e noto per l'impegno politico.

## Storia

### L'Onda Rossa Posse
Gli Assalti Frontali nascono nel novembre del 1990 dalle ceneri del collettivo musicale romano Onda Rossa Posse (ORP), sorto, sul finire degli anni ottanta in seno all'emittente radiofonica romana Radio Onda Rossa.
Il 15 giugno 1990 pubblicano il minialbum Batti il tuo tempo, prima uscita discografica del gruppo e uno dei primissimi dischi di hip hop cantato in italiano.
Nonostante l'autoproduzione e una distribuzione indipendente, soprattutto nei centri sociali e nelle "situazioni di movimento", il disco ottiene un buon successo e vende circa diecimila copie, facendo esplodere in Italia il cosiddetto fenomeno delle posse.
Tra il 1991 e il 1993, dall'esperienza dell'Onda Rossa Posse nascono due gruppi: AK47 e Assalti Frontali.

### Assalti Frontali
Assalti Frontali era il nome scelto per l'etichetta che avrebbe curato le produzioni discografiche dell'Onda Rossa Posse. Poco dopo l'uscita del disco, nel settembre 1990 l'Onda Rossa Posse si scioglie: Assalti Frontali diviene il nome del nuovo gruppo, guidato da Militant A.
Nel 1991, il gruppo, sotto il nome di Uniti contro la guerra incide e pubblica Baghdad 1.9.9.1., singolo contro la Guerra del Golfo che conferma gli Assalti Frontali come una realtà importante dell'hip hop underground italiano.
Nel luglio 1992 la band pubblica il primo album, Terra di nessuno, primo LP di rap in italiano; viene venduto ad un prezzo politico (e imposto) di 17 000 lire riscuotendo molti favori nello stesso ambiente.
Gli Assalti si dedicano successivamente ad una serie di concerti: Forte Prenestino (con i Mano Negra), Stadio Olimpico di Roma e un concerto sotto il carcere di Rebibbia a Roma (da cui verrà tratta e distribuita una doppia cassetta dal titolo Fuori da Rebibbia). Nel 1993 il gruppo pubblica (solo su vinile) il singolo Sud, che viene inserito nella colonna sonora della omonimo film diretto da Gabriele Salvatores.
Dopo aver collaborato alla compilation legata al libro Camminando sotto il cielo di notte di Sante Notarnicola, la band partecipa a un concerto al Villaggio Globale di Roma in occasione del ballottaggio tra Gianfranco Fini e Francesco Rutelli. L'anno seguente, insieme ad altre posse romane come One Love Hi Pawa, AK47, Musica Forte, 00199, fonda la Cordata per l'autorganizzazione, etichetta musicale e di distribuzione indipendente che produce e distribuisce gli album di South Posse, Brutopop e Lou X.
Sempre nel 1994 esce il documentario Batti Il Tuo Tempo, dedicato al primo rap italiano e alla nascita della loro band.

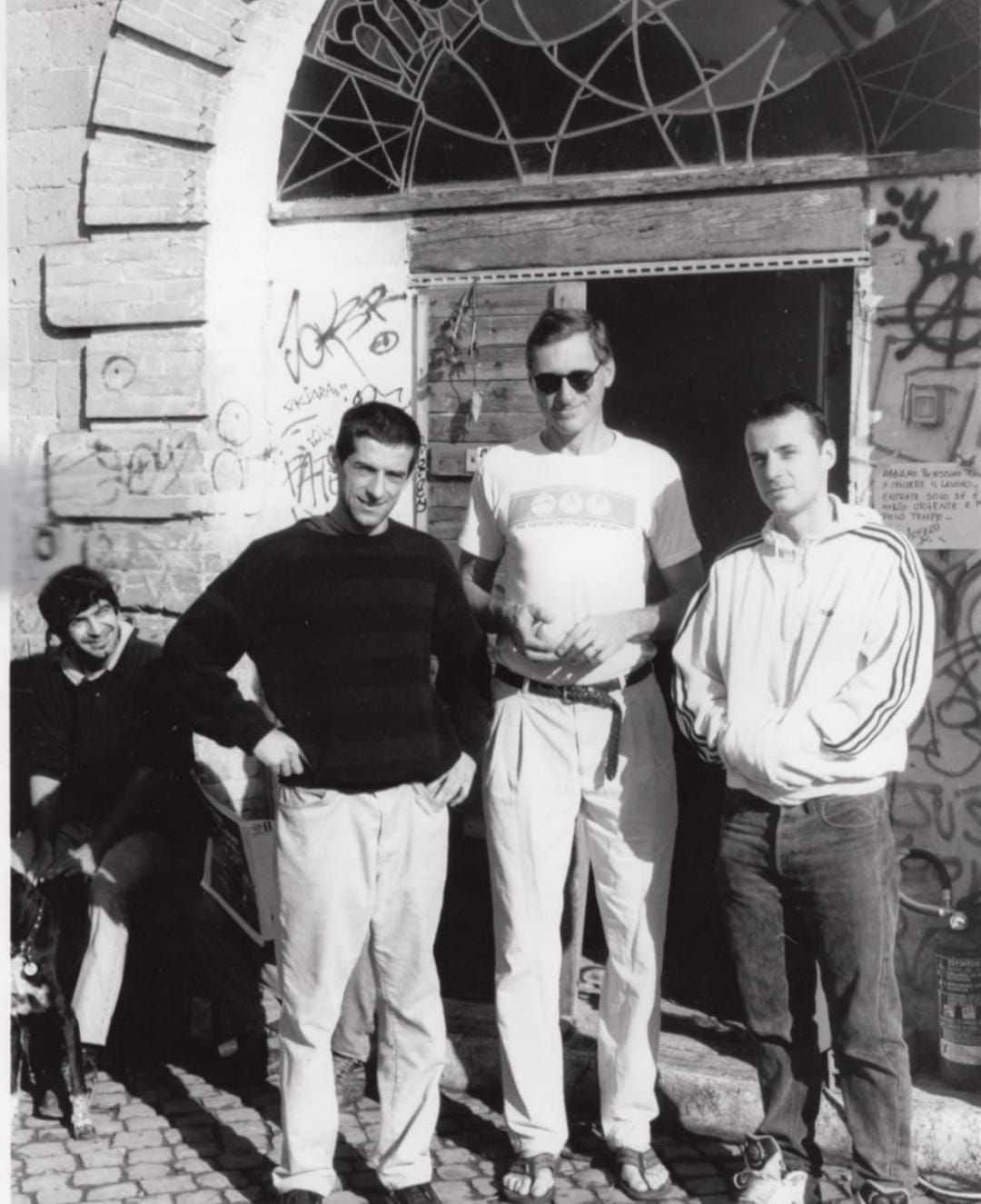
Militant A - Don Zientara al CSOA Forte Prenestino 1995

Nel 1995, il collettivo inaugura una sala d'incisione presso il CSOA Forte Prenestino: Musica Forte. Seguono i concerti con i Fugazi e gli Almamegretta. È la volta del secondo album del gruppo, Conflitto, che esce nel 1996 e vende 25 000 copie grazie alla sua distribuzione in edicola con il quotidiano Il manifesto. Dopo il tour promozionale del disco, la voce storica del gruppo, Militant A, pubblica il libro Storie di Assalti Frontali.
La carriera indipendente della band si interrompe nel 1997 con la firma di un contratto con l'etichetta BMG. Nel 1999 viene prodotto da Ice One Banditi, seguito dal libro Il viaggio della parola, ancora di Militant A.
Nel 2004, rotto il contratto con la BMG, gli Assalti Frontali tornano a essere indipendenti e pubblicano il loro quarto album, Hic Sunt Leones, nuovamente prodotto da Il manifesto. In seguito realizzano HSL-R, un album di remix; il video del singolo Rotta Indipendente viene mandato in onda sia dalla televisione indipendente Global Project che dalla MTV.
Nell'ottobre del 2005 esce GE2001, compilation pubblicata in allegato al quotidiano Il manifesto per raccogliere fondi per i processi seguiti ai Fatti del G8 di Genova. Vari gli artisti che parteciperanno all'iniziativa, tra questi anche gli Assalti frontali con il brano Rotta indipendente (Resistenza remix).
Nel 2006 cambia la struttura del gruppo: al microfono, a Militant A si affiancano Pol G e Glasnost e alla musica entra il giovane produttore e compositore Bonnot, originario di Bergamo, che scrive la maggior parte delle basi di Mi sa che stanotte..., sesto disco in studio, registrato e prodotto a Torino nello studio Casasonica dei Subsonica.
Il disco vince il premio come miglior album indipendente 2006 al PIMI, Premio Italiano per la Musica Indipendente, il riconoscimento organizzato dal Meeting Etichette Indipendenti (MEI).
A dicembre del 2007 collaborano alla campagna di comunicazione per la lotta all'Aids del Ministero del Lavoro, della Salute e delle Politiche Sociali realizzando il brano rap "Quando sei lì per lì"- Il brano viene lanciato in onda sui principali circuiti radiofonici in occasione del 1 dicembre, Giornata Mondiale contro l'AIDS, e viene reso scaricabile gratuitamente su internet.
Nel 2008 è uscito il loro settimo disco Un'intesa perfetta.
Nel 2010 il nuovo membro Bonnot ha concluso il suo primo progetto - da produttore - solista: Intergalactic Arena, dopo circa due anni di lavoro, che vanta della partecipazione dei migliori artisti "Underground" italiani ed internazionali (come i Dead Prez, Caparezza, General Levy, DJ Gruff, Punkreas, Sud Sound System, e Piotta).
Nel 2010 Assalti Frontali mette in scena con Attrice Contro un musical teatrale: "Madama CIE incontra Roma meticcia". Il musical nasce dall'incontro delle canzoni di Assalti Frontali e lo spettacolo teatrale "Madama Cie" di Attrice Contro autrice e attrice romana che gira l'Italia con spettacoli itineranti di denuncia sociale, portandoli anche in luoghi dove il teatro in genere non arriva come i cancelli delle fabbriche, le mense operaie etc.
A marzo 2011 esce il loro settimo album in studio dal titolo Profondo rosso, autoprodotto, interamente prodotto da Bonnot e pubblicato dalla neonata Daje Forte Daje records: la prevista produzione de Il manifesto CD è saltata a causa dei problemi economici dell'etichetta.
Il 22 maggio 2012, a vent'anni dall'uscita del primo album del gruppo, Terra di nessuno, pubblicano un doppio CD Let's go. Senza lotta non so essere felice. Il primo CD contiene tre remix dell'album Terra di nessuno e un inedito, Let's Go, il secondo CD è una raccolta di 20 brani, scelti dalla tutta la loro produzione discografica, da Batti il tuo tempo a Profondo rosso nelle versioni originali.
Nel 2014 partecipano al film documentario Numero zero - Alle origini del rap italiano. Il 25 novembre 2016 esce il nuovo disco Mille gruppi avanzano (prodotto interamente da Bonnot), preceduto, il 12 novembre, da un concerto di presentazione in anteprima nazionale presso il CSOA Forte Prenestino.

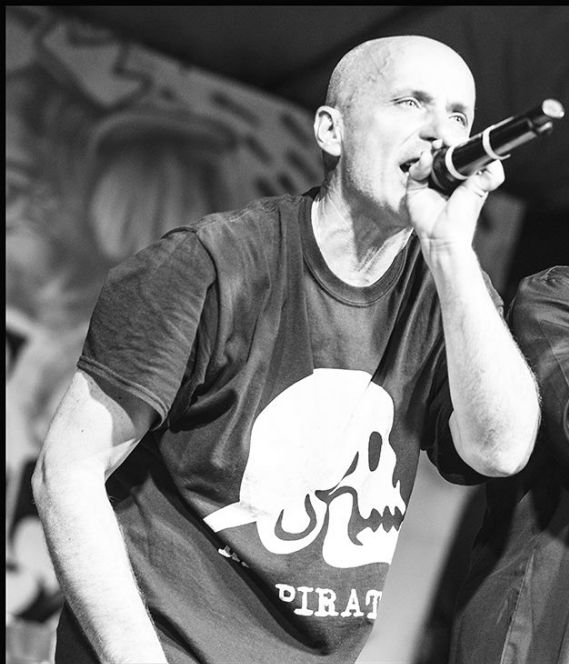
Militant A

Nello stesso anno nella trasmissione Blob su Rai3 viene trasmesso in anteprima il video Il lago che combatte frutto della collaborazione con Il Muro del Canto. La canzone racconta la storia del lago dell'Ex Snia salvato dalla speculazione edilizia.
Il rapporto con Simonetta Salacone nella scuola Iqbal Masih a Centocelle, uno straordinario laboratorio di inclusione, porta Militant A a entrare nelle scuole, allargare linguaggio e rivolgersi ai bambini cominciando una nuova attività che è quella dei laboratori rap, laboratori svolti nelle scuole di tutta Italia fino in Libano al confine della Siria a Tripoli del Libano nel quartiere Bab et Tabbaneh con il progetto europeo "Singing for peace" nel Febbraio 2017.
Nel 2019 il gruppo pubblica il singolo Simonetta dedicato alla memoria della docente ed educatrice Simonetta Salacone.
Il 4 dicembre 2020 è uscito l'album antologia 1990-2020 con all'interno 24 canzoni di cui due inediti "Porta per Volare" e "Compagno Orso".
"Porta per volare" prodotta da Ice One, è uscita anche video con la regia dei Manetti Bros e Milena Cocozza.
Il 15 Luglio 2022 è uscito il nuovo disco inedito per il gruppo romano dal titolo Courage (Assalti Frontali) prodotto da Luca D'Aversa.

## Formazione

### Formazione attuale
- Militant A - voce (1991 - oggi)
- Pol G - basi, voce (1991 - oggi)
- Bonnot - basi (2006 - oggi)

### Ex componenti
- Castro X - voce (1991 - 1993)
- Brutopop - basi (1991 - 2006)
- LaT.LaO (a.k.a. Testimone Oculare) - voce (1996)
- Sioux - voce (1999)
- NCOT - voce

## Discografia

### Album in studio
- 1992 - Terra di nessuno[5]
- 1996 - Conflitto[5] rimasterizzate allo Sterling Sound studio di New York.
- 1999 - Banditi
- 2004 - HSL
- 2006 - Mi sa che stanotte...
- 2008 - Un'intesa perfetta
- 2011 - Profondo rosso
- 2016 - Mille gruppi avanzano
- 2022 - Courage
- 2024 - Notte Immensa

### Album di Remix
- 1996 - Assalti Frontali Remix
- 2000 - Banditi 2000
- 2005 - HSL-R

### Raccolte
- 2012 - Let's Go. Senza lotta non so essere felice
- 2020 - 1990-2020

### Singoli
- 1993 - Sud (7")[6][7]
- 1997 - In movimento (12")
- 2017 - Piazza Indipendenza
- 2018 - Fino all'alba
- 2019 - Simonetta
- 2020 - Fuoco a Centocelle
- 2024 - Fanculo ci siamo anche noi

### Compilation
2007 - Diritti N.O.N Umani: brano - Mi sa che stanotte

### Cassette (K7)
- 1991 - Baghdad 1.9.9.1.
- 1993 - Fuori da Rebibbia (27-6-1993)

## Videoclip
- Assalti Frontali - Io Sono Con Te, Regia e montaggio: Marcello Saurino, 2016.
- Assalti Frontali Feat. Inoki Ness - Mille Gruppi Avanzano (Official Video), Regia e montaggio: Daniele Martinis, 2016.
- Assalti Frontali - Spiaggia libera. Regia e montaggio: Daniele Martinis, 2016.
- Assalti Frontali Feat. Emad Shuman - La Fine dei Sospiri (Beirut Rmx) Official Video, 2017.
- Assalti Frontali - La fine dei sospiri (Video Lyrics), 2017.
- Assalti Frontali - Piazza Indipendenza - "Sti bastardi sò gajardi", Regia e riprese: Valerio Nicolosi, 2017.
- Assalti Frontali Feat. Roxana e Ill Nano - Questo è uno spazio aperto (Album video), 2018.
- Assalti Frontali - Fino all'alba, Regia Valerio Nicolosi, 2018.
- FIOCCO DI LANA Feat. Militant A (Assalti Frontali) -  #TuttiUnitiControl'Amianto, 2019.
- Assalti Frontali feat. Filippo Andreani - Simonetta, Regia Stefano Cormino, 2019. Canzone dedicata a Simonetta Salacone.
- Assalti Frontali - FUOCO A CENTOCELLE - Video Stefano Cormino, 2019.
- Assalti Frontali Feat Lo Zoo di Berlino - CITTÀ FANTASMA , 2020.
- Assalti Frontali - Rap dell'Infermiere - Assalti Frontali con gli Infermieri del Policnico di Tor Vergata.
- Assalti Frontali - Porta per volare regia dei Manetti Bros e Milena Cocozza, 2020.
- Assalti Frontali Feat. Er Tempesta e Nummiriun - Compagno Orso. Dedicata al compagno orso (Lorenzo Orsetti) che è caduto in battaglia mentre combatteva fianco a fianco con i curdi dell'YPG (unità di difesa del popolo curdo) contro il "fascismo dell'Isis", 2020.

## Collaborazioni e partecipazioni
- 2005 - Rotta indipendente (Resistenza RMX) su GE2001 (Compilation)
- 2007 - Quando la città dorme su I mostri capitolo 3 de Gli inquilini
- 2008 - Movimento, Kappa e Rise Above su Virus Free Generation. Hip Hop Tour Vol. 1 (Compilation)[9]
- 2009 - Afrika Bambaataa Tribute su Renegades of Funk (Compilation)
- 2013 - Mai schiavo - di Inoki Ness nell'album "L'antidoto"
- 2016 - Signor K - Saremo Tutto
- 2016 - Inoki Ness - Mille Gruppi Avanzano
- 2020 - Lo Zoo di Berlino - CITTÀ FANTASMA
- 2020 - Er Tempesta e Nummiriun - Compagno Orso

## Premi e riconoscimenti
- 1994 - Ciak d'oro - Migliore colonna sonora per Sud[10]
- 2006 - miglior album indipendente dell'anno al MEI Meeting delle Etichette Indipendenti per il disco Mi sa che stanotte...